# Isoleucine—tRNA ligase
 Trong enzyme, một ligase isoleucine-tRNA (EC) là enzyme xúc tác cho phản ứng hóa học
ATP + L-isoleucine + tRNAIle {\displaystyle \rightleftharpoons } AMP + diphosphate + L-isoleucyl-tRNAIle
3 cơ chất của enzyme này là ATP, L-isoleucine và tRNA (Ile), trong khi 3 sản phẩm của nó là AMP, diphosphate và L-isoleucyl-tRNA (Ile).
Enzyme này thuộc họ ligase, đặc biệt là những chất hình thành liên kết carbon-oxy trong aminoacyl-tRNA và các hợp chất liên quan. Tên hệ thống của lớp enzyme này là L-isoleucine: tRNAIle ligase (hình thành AMP). Các tên khác sử dụng phổ biến bao gồm isoleucyl-tRNA synthetase, isoleucyl chuyển ribonucleate synthetase, isoleucyl chuyển RNA synthetase, isoleucine chuyển RNA ligase, synthetase isoleucine-tRNA và translase isoleucine. Enzyme này tham gia vào quá trình sinh tổng hợp valine, leucine và isoleucine và sinh tổng hợp aminoacyl-trna.

## Nghiên cứu cấu trúc
Vào cuối năm 2007, 10 cấu trúc đã được giải quyết cho loại enzyme này, với các mã gia nhập PDB 1FFY, 1JZQ, 1JZS, 1QU2, 1QU3, 1UDZ, 1UE0, 1WK8, 1WNY và 1WNZ.